# Pionki (Landgemeinde)
Die gmina wiejska Pionki ist eine selbständige Landgemeinde in Polen im Powiat Radomski in der Woiwodschaft Masowien. Ihr Sitz befindet sich in der Stadt Pionki. Die Landgemeinde, zu der die Stadt Pionki selbst nicht gehört, hat eine Fläche von 230,8 km², auf der (Stand: 31. Dezember 2020) 9932 Menschen leben.

## Geographie

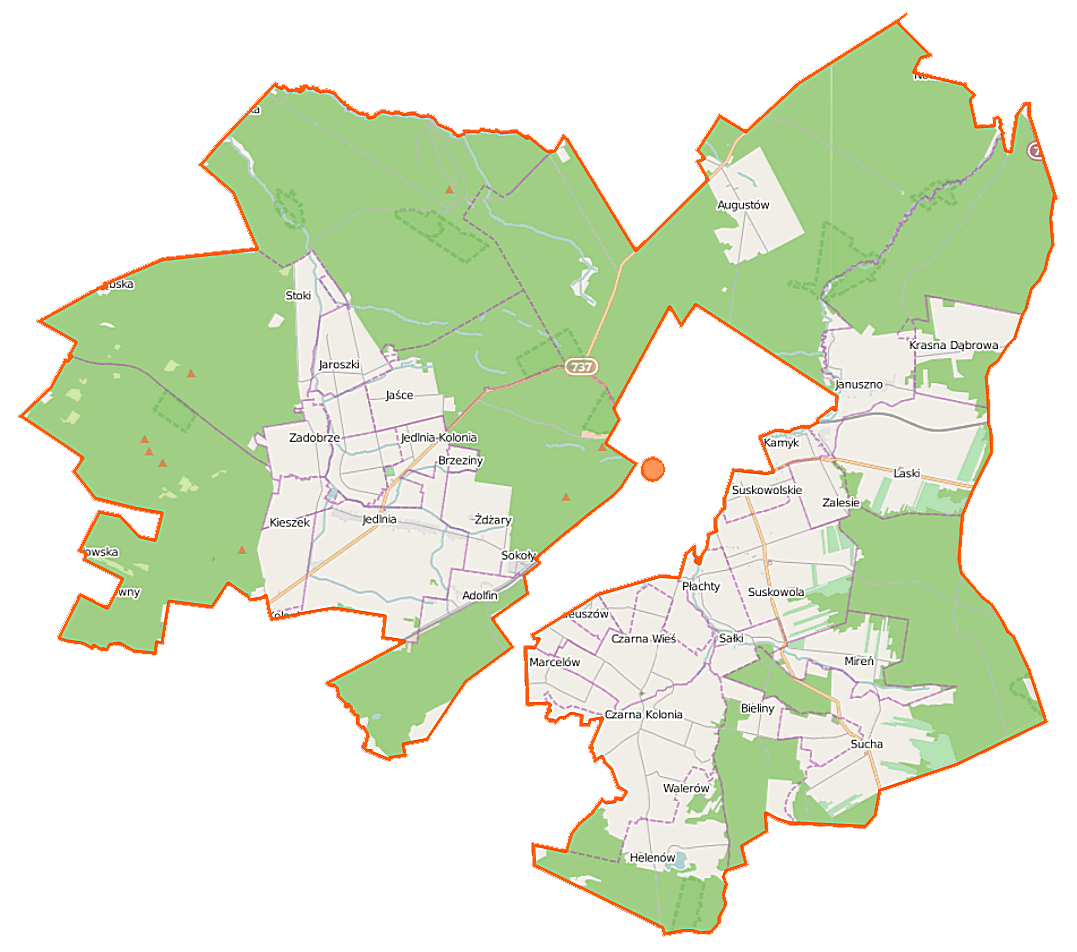
Karte der Landgemeinde

Das Gebiet der Landgemeinde umgibt die Stadt Pionki zu 99 Prozent.

## Geschichte
Von 1975 bis 1998 gehörte die Landgemeinde zur Woiwodschaft Radom.

## Gemeindegliederung
Die Landgemeinde Pionki besteht aus 31 Schulzenämtern:
Adolfin
Augustów
Bieliny
Brzezinki
Brzeziny
Czarna Kolonia
Czarna Wieś
Działki Suskowolskie
Helenów
Huta
Januszno
Jaroszki
Jaśce
Jedlnia
Jedlnia-Kolonia
Kamyk
Kieszek
Kolonka
Kościuszków
Krasna Dąbrowa
Laski
Marcelów
Mireń
Ostrownica
Płachty
Poświętne
Sałki
Sokoły
Stoki
Sucha
Sucha Poduchowna
Suskowola
Wincentów
Zadobrze
Zalesie
Żdżary
Weitere Orte der Landgemeinde sind:
Bażantarnia
Brzeźniczka
Gajówka
Gajówka Januszno
Gajówka Jaśce
Gajówka Karpówka
Gajówka Stoki
Gajówka Zadobrze
Jaśce
Karpówka (osada leśna)
Karpówka (wieś)
Lewaszówka-Leśniczówka
Leśniczówka Adolfin
Leśniczówka Mąkosy
Leśniczówka Stoki
Patków
Patków
Tadeuszów
Zadobrze
Żdżary